# イスキア
イスキア（イタリア語: Ischia）は、イタリア共和国カンパニア州ナポリ県にある、人口約20,000人の基礎自治体（コムーネ）。
ナポリ湾西部に浮かぶイスキア島にあるコムーネの一つで、イスキア島最多の人口を有するコムーネである。

## 地理

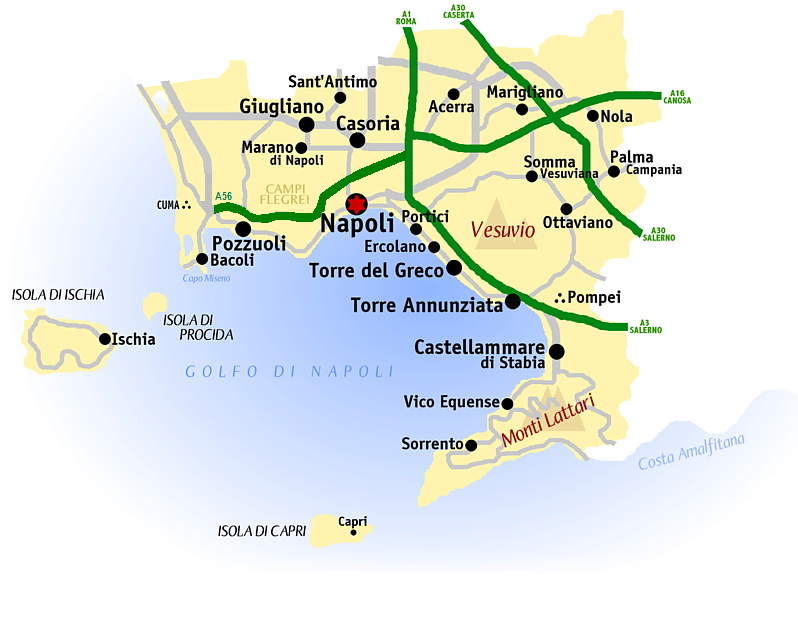
ナポリ県概略図

| ナポリ湾西部に位置するフレグレエ諸島を構成するイスキア島の東部に位置する。県都ナポリから西南西へ30kmの距離にある。 |

### 主要な市街・集落
コムーネには二つの主要な市街地がある。イスキア・ポルト（Ischia Porto）とイスキア・ポンテ（Ischia Ponte）である。
役所のある中心市街は公式にはイスキアと呼ばれるが、普通はイスキア・ポルト（ポルトは港を意味する）と呼ばれる。イスキア・ポンテ（ポンテは橋を意味する）は、18世紀まで、アラゴンの城と繋いでいた木の橋（今は壁で囲まれている）から名前を取っている。
他の集落は、カンパニャーノ(Campagnano)、サン・ドメーニコ(San Domenico)、サン・ミケーレ(San Michele)
、サンタントーニオ(Sant'Antuono)である。
イスキアは島で最も人口が多いコムーネで、いろいろな範疇のホテルや、観光客の往来も多い。